# Parasynegia complicata
Parasynegia complicata är en fjärilsart som beskrevs av W. Warren 1893. Parasynegia complicata ingår i släktet Parasynegia och familjen mätare. Inga underarter finns listade i Catalogue of Life.